# Їздці
Їздці, наїзники, паразитичні оси (Parasitica) — група перетинчастокрилих комах підряду Стебельчасточеревні (Apocrita). Самиці відкладають яйця у личинки, яйця та лялечки інших комах і павуків (деякі — у рослинні тканини), на яких потім паразитують їхні безногі личинки; використовуються у біологічних методах боротьби із шкідливими комахами (трихограми, іхневмоніди, браконіди). Серед тих, хто успішно вивчав їздців — ентомологи О. О. Оглоблін і М. А. Теленга. Вагомий внесок у вивчення цих комах зробили українські ентомологи — М. Д. Зерова, С. В. Кононова, О. В. Гумовський, В. Г. Толканіц, В. М. Фурсов, А. Г. Котенко.

## Класифікація
- Інфраряд Parasitica — Їздці
  - Надродина Ceraphronoidea
    - Родина Ceraphronidae
    - Родина Megaspilidae

  - Надродина Chalcidoidea
    - Родина Agaonidae
    - Родина Aphelinidae
    - Родина Chalcididae
    - Родина Eucharitidae
    - Родина Eulophidae
    - Родина Eupelmidae
    - Родина Eurytomidae
    - Родина Leucospidae
    - Родина Mymaridae
    - Родина Ormyridae
    - Родина Perilampidae
    - Родина Pteromalidae
    - Родина Rotoitidae
    - Родина Signiphoridae
    - Родина Tanaostigmatidae
    - Родина Tetracampidae
    - Родина Torymidae
    - Родина Trichogrammatidae

  - Надродина Cynipoidea
    - Родина Austrocynipidae
    - Родина Cynipidae
    - Родина Figitidae
    - Родина Ibaliidae
    - Родина Liopteridae

  - Надродина Evanioidea
    - Родина Aulacidae
    - Родина Evaniidae
    - Родина Gasteruptiidae

  - Надродина Ichneumonoidea
    - Родина Braconidae
    - Родина Ichneumonidae

  - Надродина Megalyroidea
    - Родина Megalyridae

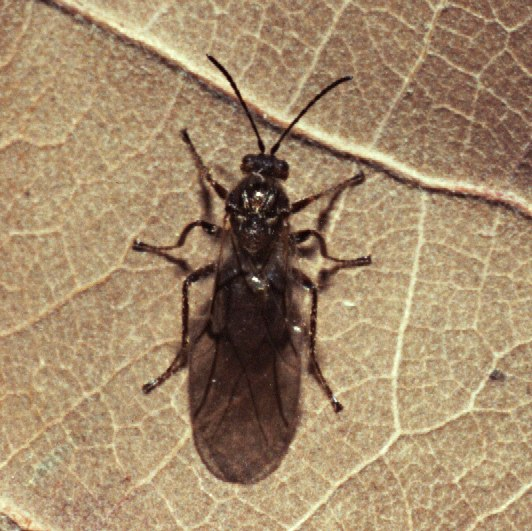
Cynips quercusfolii

  - Надродина Mymarommatoidea — Serphitoidea
    - Родина Mymarommatidae

  - Надродина Platygastroidea
    - Родина Platygastridae
    - Родина Scelionidae

  - Надродина Proctotrupoidea
    - Родина Austroniidae
    - Родина Diapriidae[1]
    - Родина Heloridae
    - Родина Maamingidae
    - Родина Monomachidae
    - Родина Pelecinidae
    - Родина Peradeniidae
    - Родина Proctorenyxidae
    - Родина Proctotrupidae
    - Родина Roproniidae
    - Родина Vanhorniidae

  - Надродина Serphitoidea Brues, 1937[2]
    - Родина Serphitidae (Aposerphites — Jubaserphites — Microserphites — Serphites)[3][4]

  - Надродина Stephanoidea
    - Родина Stephanidae

  - Надродина Trigonaloidea
    - Родина Trigonalidae